# 贾庭三
贾庭三（1912年—1984年），河北唐县人。中华人民共和国政治人物、中顾委委员。
早年担任北平市人民政府企业局副局长、北京市工业局副局长，市公用局局长。1955年，任北京市副市长。1964年，兼任北京市委书记处书记。1971年，任贵州省委副书记；1977年，升任贵州省委书记。1979年，任北京市委第三书记，北京市人大常委会主任。